# Jelly Selau
Jelly Selau (23 juli 1983) is een Tuvaluaans voetballer die uitkomt voor Manu Laeva.
Jelly Selau speelde al acht wedstrijden voor het Tuvaluaans voetbalelftal. Hij deed als een van de weinige spelers, mee aan de South Pacific Games in 2007 en de Pacific Games 2011. In 2007 was hij middenvelder en in 2011 keeper. Voor de Pacific games in 2011 kwam hij tekort in de ogen van de technisch staf. Dat voelde hij aan en ging twee dagen en nachten op in de drank. Achteraf moest hij voor straf in de goal staan tijdens de training. Het bleek dat hij veel beter kon keepen dan voetballen, hij zou dan ook een geduchte concurrent worden van de eerste keeper, Katepu Sieni

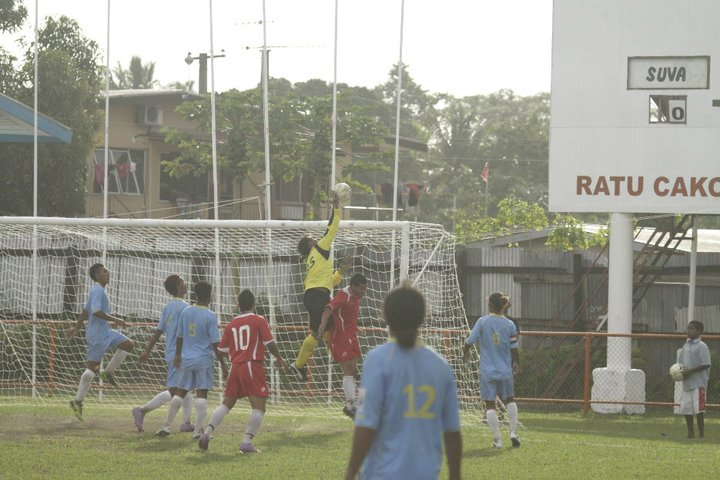
redding van Jelly tegen Samoa

1 Sieni ·
2 Pokia ·
3 Tofuola ·
4 Timuani ·
5 Takataka ·
6 Penisula ·
7 Liva ·
8 Tinilau ·
9 Tiute ·
10 Lepaio ·
11 Panapa ·
12 Petoa ·
13 Stanley ·
14 Sogivalu ·
15 Ofati ·
16 Selau ·
17 Ale ·
18 Petaia ·
19 Lima'alofa ·
20 Okelani ·
24 Tapasei ·
Coach: De Haan